# Palau de las Marismillas
El Palau de las Marismillas està situat a la finca que duu el mateix nom a l'extrem sud del Parc Nacional de Doñana, al municipi d'Almonte, prop del riu Guadalquivir i a pocs quilòmetres de Sanlúcar de Barrameda. La casa-palau passà a ser part del Patrimoni de l'Estat a partir de principis de la dècada dels 90 del segle xx, essent destinada a ús protocol·lari a partir de 1992.

## Història
La finca de Doñana passà a ser propietat del Duc de Tarifa quan aquest contragué matrimoni amb María de los Ángeles Medina Garvey, propietaria dels béns de la casa de Medina Sidonia. Posteriorment, el 1912, el Duc explotà el terreny com a finca de cultiu i lloc de caça, ordenant la plantació de gran nombre d'abres i la construcció de l'edifici casa-palau en estil colonial.
El Palau de las Marismillas ha estat utilitzat pels respectius presidents del Govern espanyols, José María Aznar i José Luis Rodríguez Zapatero, com a residència de vacances. També ha estat residència temporal de convidats polítics estrangers com Tony Blair, Helmut Kohl o el rei Balduí I de Bèlgica i la seva esposa Fabiola, així com altres personatges polítics i representants de cases reials europees.